# Tour de Magnale
La tour de Magnale (en italien : Torre del Magnale), parfois appelée Torraccia, est une ancienne tour de guet qui se trouvait à l'intérieur du port de Livourne dans la province de Livourne en Toscane.
À l'époque médiévale, elle marquait l'entrée du port de la république de Pise, Porto Pisano, qui s'étendait directement dans une zone immédiatement au nord du village d'alors nommé Labronico.

## Historique
Appelée Magnale pour sa grande taille, elle faisait partie du système défensif de Porto Pisano et fut construite entre 1154 et 1163, comme le rapporte une plaque placée ici au début du XXe siècle, à l'occasion des restaurations promues par Pietro Vigo, le fondateur des « Archives d'État de Livourne :

« Cette tour de la Magna ou Magnale - achevée en MCLXIII - marquait la place la plus défendue et la plus importante du grand port pisan - un magasin très réputé du Moyen Âge - qui voyait partir les navires - pour les voyages commerciaux et les expéditions guerrières - et accueillait les pontifes. , rois et capitaines - Par vote du Conseil provincial de Livourne - Président Cav. Pouah. Avocat Vinc. Mostardi Fioretti - La Députation Provinciale - présidée par le Comm. Amilcare Galeotti - à l'ancien et illustre monument - après un long abandon et négligence - est revenu au décorum - ce souvenir placé en 1903. »

En plus d'avoir une fonction militaire, c'était aussi le siège du commandant suprême de Porto Pisano. En outre, au Moyen Âge, quelques bâtiments portuaires surgirent autour du Magnale, comme la douane, l'entrepôt Domus Magna et la résidence des magistrats maritimes qui dépendaient directement des consuls maritimes de Pise, dont cependant il ne reste aucune trace évidente.
Une fois la république de Pise tombée et avec elle son port, cette importante construction fut incorporée au territoire de la ville naissante de Livourne. Située sur la plage d'alors au nord de la ville de Labronica, elle fut probablement gravement endommagée par le tremblement de terre qui frappa Livourne en 1742. Elle risqua aussi d'être détruite par l'artillerie française le la Tour du Marzocco en 1814, lorsque des navires anglais débarquèrent sur la plage de Calambrone en une tentative d'occupation de la ville. Vers le milieu du XIXe siècle, du côté maritime, elle présentait de grandes ouvertures et fissures qui menaçaient sa ruine et penchait visiblement vers le sud. Elle a été restaurée par le Grand-Duc Léopold II en mémoire des anciennes gloires de la république pisane. Au début du XXe siècle, la zone de Magnale redevient utilisée pour les activités portuaires, avec la construction de nouveaux quais et entrepôts industriels du port de Livourne et la tour se retrouve sur un quai.
Durant la Seconde Guerre mondiale, la tour fut gravement endommagée. Des découvertes récentes ont permis de rejeter la théorie attribuant la destruction du Magnale aux sapeurs allemands en retraite, qui avaient également miné le phare du port. Un film, tourné par un avion allié vers la fin de la guerre, montre la structure toujours debout, mais complètement effondrée d'un côté et donc peu sûre. La même image est montrée sur une photo prise le lendemain de l'arrivée des Alliés à Livourne, en juillet 1944. La tour s'est probablement effondrée en raison des très graves dommages subis ou, compte tenu de sa stabilité précaire, elle a peut-être été nécessairement démolie lors de la reconstruction du port. Quelques ruines de la base sont restées le long du quai appelé calata del Magnale, non loin de la Centrale termoelettrica Marzocco (it).

## Description
Construit initialement en grosses pierres carrées de la Verruca, après les diverses destructions causées par les ennemis, sa moitié supérieure fut reconstruite en brique renforcée avec des pierres d'angle. De forme octogonale, elle possédait une petite entrée au premier étage côté terre, à laquelle on accédait par une échelle à retirer en cas de danger. Composé de sept étages avec une tendance décroissante en hauteur et en périmètre qui présentaient des coupes horizontales qui donnaient l'idée d'un effilement. Son étage supérieur avait une circonférence plus petite et une forme circulaire, sur la plateforme de laquelle se trouvait peut-être un petit dôme avec un poste de guet ou un phare.
Lors de la restauration commandée par Pietro Vigo, qui combla une grande brèche de plus d'un mètre de large, la tour mesurait plus de 33 m de haut et chaque face mesurait environ 3,5 m ; la croix pisane était sculptée vers le haut, du côté sud.

## Galerie

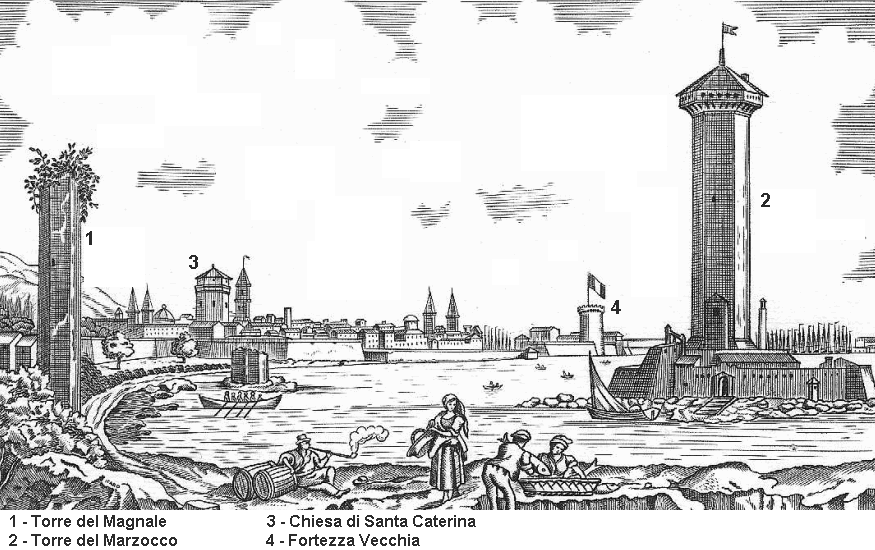
Gravure ancienne de Porto Pisano avec les Tours Marzocco et Magnale.
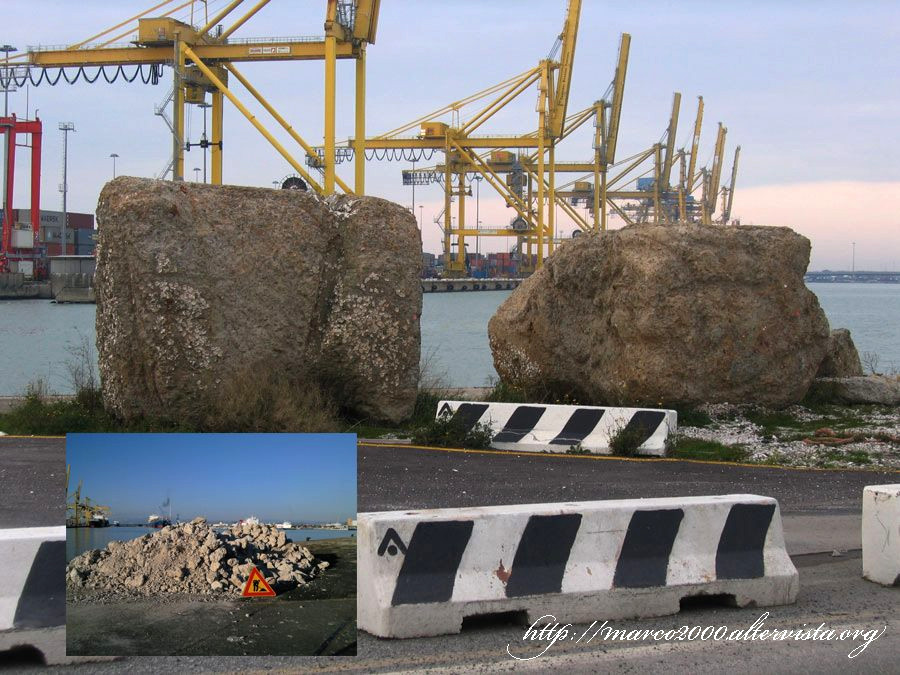
Blocs restants sur le quai.